# 根の国
根の国（ねのくに）は、日本神話に登場する異界である。『古事記』では「根之堅洲國」（ねのかたすくに）・「妣國」(ははのくに）、『日本書紀』では根国（ねのくに）・「底根國」(そこつねのくに）、祝詞では根の国底の国・根國底國（ねのくにそこのくに）・底根の国（そこねのくに）と書かれる。
根の国は、その入口を黄泉の国と同じ黄泉平坂（よもつひらさか）としている記述が『古事記』にある（大国主の神話）。しかし六月晦の大祓の祝詞では根の国は地下ではなく海の彼方または海の底にある国としている。
祝詞においては、罪穢れは根の国に押し流すとしていたり、悪霊邪鬼の根源とされたりしている。
『古事記』ではスサノオが根の国を「妣（はは）の国」と呼んでおり、大国主が大国主の神話で須勢理毘売命に会い、生大刀・生弓矢・天詔琴を根の国から持ち帰っている。

## 諸説
根の国のあった場所は言うまでもなく地下であるという主張もあるが、一方で古くから神話を現実的に解釈し、地上のどこかに当てる説が行われた。その場合、イザナミやスサノオと縁の深い出雲国に入口があるとする説がある。特に、夜見（よみ）という地名のある鳥取県米子市と、黄泉平坂の比定地のある島根県松江市の間の島根県安来市には、古事記にも「出雲国と伯耆国の堺の比婆山」と記されたイザナミのものと伝えられる神陵があることからこの出雲東部一帯が根の国とする説が安本美典著『邪馬台国と出雲神話』では述べられている。
柳田國男は、根の国の「ネ」は琉球の他界信仰である「ニライカナイ」と同じものであるとし、それに「根」の字が宛てられたために地下にあるとされるように変化したとした。柳田は根の国がニライカナイと同根であるとの考えから、本来は明るいイメージの世界だったとした。